# Антимода
Антимода — соціально-культурні явища, що виражають нарочито підкреслений протест моді, часто балансує на межі ризику стати модою.

## Історія
Антимода зародилося в молодіжному середовищі наприкінці 1960-х і панувала в 1970-х роках. В ній стали проявлятися не тільки специфічні прояви молодіжних субкультур, але й окремі стилі в дизайні одягу, що не втрачають свою актуальність.
Прояви антимоди в XX столітті були характерні для руху хіпі, панку і гранжу. В XXI столітті — треш-мода (наприклад, стиль одягу «бомж» з елементами рванини).
У контексті індустрії моди — один із прийомів просування невідомого бренду: японський модельєр Кендзо Такада свого часу назвав «антимоду» філософією своєї колекції.